# یوارت آدامسون
یوارت آدامسون (انگلیسی: Ewart Adamson؛ ‏ ۲۳ اکتبر ۱۸۸۲ – ۲۸ نوامبر ۱۹۴۵) فیلم‌نامه‌نویس و کارگردان فیلم اهل بریتانیا بود.
از فیلم‌هایی که وی در آن‌ها نقش داشته‌است، می‌توان به جنایت بی‌نقص، اَلیوپ ، شبح طلا و پرواز شناسایی اشاره نمود.